# Maria Ilaria Pasqui
Maria Ilaria Pasqui (Castelnovo ne' Monti, 13 dicembre 1979) è una dirigente sportiva, ex calciatrice e avvocata italiana.

## Carriera
Per molte stagioni attaccante in diverse società di calcio femminile che partecipavano alla Serie A, dal 2009 esercita la professione di avvocato in materia di diritto civile e dello sport.
Ha fatto parte della rosa della nazionale italiana che ha partecipato al campionato europeo nel 2005, vestendo la maglia azzurra della nazionale in 38 incontri e realizzando 10 reti.
Dal 2018 al 2023 è stata responsabile del settore femminile dell'Inter.

## Statistiche

### Cronologia presenze e reti in nazionale
| Cronologia completa delle presenze e delle reti in nazionale ― Italia | Cronologia completa delle presenze e delle reti in nazionale ― Italia | Cronologia completa delle presenze e delle reti in nazionale ― Italia | Cronologia completa delle presenze e delle reti in nazionale ― Italia | Cronologia completa delle presenze e delle reti in nazionale ― Italia | Cronologia completa delle presenze e delle reti in nazionale ― Italia | Cronologia completa delle presenze e delle reti in nazionale ― Italia | Cronologia completa delle presenze e delle reti in nazionale ― Italia |
| Data                                                                  | Città                                                                 | In casa                                                               | Risultato                                                             | Ospiti                                                                | Competizione                                                          | Reti                                                                  | Note                                                                  |
| --------------------------------------------------------------------- | --------------------------------------------------------------------- | --------------------------------------------------------------------- | --------------------------------------------------------------------- | --------------------------------------------------------------------- | --------------------------------------------------------------------- | --------------------------------------------------------------------- | --------------------------------------------------------------------- |
| 28-11-2001                                                            | Città di Castello                                                     | Italia                                                                | 3 – 0                                                                 | Spagna                                                                | Qual. Mondiali 2003                                                   | 1                                                                     |                                                                       |
| 13-2-2002                                                             | Ostia                                                                 | Italia                                                                | 2 – 0                                                                 | Paesi Bassi                                                           | Amichevole                                                            | -                                                                     | 46’                                                                   |
| 10-4-2002                                                             | Copenaghen                                                            | Danimarca                                                             | 4 – 0                                                                 | Italia                                                                | Amichevole                                                            | -                                                                     | 66’                                                                   |
| 8-6-2002                                                              | Arzachena                                                             | Italia                                                                | 0 – 0                                                                 | Islanda                                                               | Qual. Mondiali 2003                                                   | -                                                                     | 90’                                                                   |
| 13-6-2002                                                             | Požarevac                                                             | Jugoslavia                                                            | 0 – 6                                                                 | Italia                                                                | Amichevole                                                            | 2                                                                     | 46’                                                                   |
| 2-10-2002                                                             | Cary                                                                  | Russia                                                                | 2 – 1                                                                 | Italia                                                                | Coppa USA                                                             | -                                                                     | 57’                                                                   |
| 6-10-2002                                                             | Cary                                                                  | Stati Uniti                                                           | 4 – 0                                                                 | Italia                                                                | Coppa USA                                                             | -                                                                     | 68’                                                                   |
| 9-10-2002                                                             | Cary                                                                  | Italia                                                                | 1 – 0                                                                 | Australia                                                             | Coppa USA                                                             | -                                                                     | 66’                                                                   |
| 13-11-2002                                                            | Lovanio                                                               | Belgio                                                                | 1 – 5                                                                 | Italia                                                                | Amichevole                                                            | -                                                                     | 46’                                                                   |
| 22-1-2003                                                             | Roma                                                                  | Italia                                                                | 4 – 0                                                                 | Scozia                                                                | Amichevole                                                            | -                                                                     | 60’                                                                   |
| 30-3-2003                                                             | Trento                                                                | Italia                                                                | 8 – 0                                                                 | Serbia e Montenegro                                                   | Qual. Euro 2005                                                       | -                                                                     | 57’                                                                   |
| 16-4-2003                                                             | Hoofddorp                                                             | Paesi Bassi                                                           | 0 – 5                                                                 | Italia                                                                | Amichevole                                                            | 2                                                                     | 80’                                                                   |
| 17-5-2003                                                             | Stoccolma                                                             | Svezia                                                                | 5 – 0                                                                 | Italia                                                                | Qual. Euro 2005                                                       | -                                                                     | 62’                                                                   |
| 19-7-2003                                                             | Vaasa                                                                 | Finlandia                                                             | 1 – 1                                                                 | Italia                                                                | Qual. Euro 2005                                                       | -                                                                     | 63’                                                                   |
| 27-9-2003                                                             | Frauenfeld                                                            | Svizzera                                                              | 0 – 1                                                                 | Italia                                                                | Qual. Euro 2005                                                       | -                                                                     | 57’                                                                   |
| 22-10-2003                                                            | Kansas City                                                           | Stati Uniti                                                           | 2 – 2                                                                 | Italia                                                                | Amichevole                                                            | 1                                                                     | 70’                                                                   |
| 21-1-2004                                                             | Atene                                                                 | Grecia                                                                | 0 – 3                                                                 | Italia                                                                | Amichevole                                                            | -                                                                     | 80’                                                                   |
| 17-2-2004                                                             | Viareggio                                                             | Italia                                                                | 2 – 1                                                                 | Paesi Bassi                                                           | Amichevole                                                            | 1                                                                     | 78’                                                                   |
| 14-3-2004                                                             | Guia                                                                  | Italia                                                                | 1 – 0                                                                 | Cina                                                                  | Algarve Cup 2004                                                      | 1                                                                     |                                                                       |
| 16-3-2004                                                             | Olhão                                                                 | Norvegia                                                              | 3 – 0                                                                 | Italia                                                                | Algarve Cup 2004                                                      | -                                                                     | 46’                                                                   |
| 18-3-2004                                                             | Lagos                                                                 | Italia                                                                | 2 – 1                                                                 | Finlandia                                                             | Algarve Cup 2004                                                      | 1                                                                     | 84’                                                                   |
| 20-3-2004                                                             | Faro                                                                  | Francia                                                               | 3 – 3 dts (7 - 6 dtr)                                                 | Italia                                                                | Algarve Cup 2004 - Finale 3º posto                                    | -                                                                     |                                                                       |
| 31-3-2004                                                             | Bolzano                                                               | Italia                                                                | 0 – 1                                                                 | Germania                                                              | Amichevole                                                            | -                                                                     |                                                                       |
| 24-4-2004                                                             | Andria                                                                | Italia                                                                | 1 – 1                                                                 | Finlandia                                                             | Qual. Euro 2005                                                       | -                                                                     | 46’                                                                   |
| 22-5-2004                                                             | Trapani                                                               | Italia                                                                | 0 – 0                                                                 | Svizzera                                                              | Qual. Euro 2005                                                       | -                                                                     | 67’                                                                   |
| 26-6-2004                                                             | Benevento                                                             | Italia                                                                | 2 – 1                                                                 | Svezia                                                                | Qual. Euro 2005                                                       | -                                                                     | 79’                                                                   |
| 4-9-2004                                                              | Bergen                                                                | Norvegia                                                              | 3 – 1                                                                 | Italia                                                                | Amichevole                                                            | -                                                                     | 67’                                                                   |
| 25-9-2004                                                             | Niš                                                                   | Serbia e Montenegro                                                   | 1 – 2                                                                 | Italia                                                                | Qual. Euro 2005                                                       | -                                                                     | 80’                                                                   |
| 13-11-2004                                                            | Crotone                                                               | Italia                                                                | 2 – 1                                                                 | Rep. Ceca                                                             | Qual. Euro 2005 - Play-off                                            | -                                                                     |                                                                       |
| 27-11-2004                                                            | Čáslav                                                                | Rep. Ceca                                                             | 0 – 3                                                                 | Italia                                                                | Qual. Euro 2005 - Play-off                                            | 1                                                                     |                                                                       |
| 17-2-2005                                                             | Milton Keynes                                                         | Inghilterra                                                           | 4 – 1                                                                 | Italia                                                                | Amichevole                                                            | -                                                                     |                                                                       |
| 23-2-2005                                                             | Santa Maria da Feira                                                  | Portogallo                                                            | 0 – 2                                                                 | Italia                                                                | Amichevole                                                            | -                                                                     | 89’                                                                   |
| 13-4-2005                                                             | Genova                                                                | Italia                                                                | 1 – 0                                                                 | Danimarca                                                             | Amichevole                                                            | -                                                                     | 83’                                                                   |
| 27-4-2005                                                             | Fiuggi                                                                | Italia                                                                | 0 – 0                                                                 | Finlandia                                                             | Amichevole                                                            | -                                                                     |                                                                       |
| 18-5-2005                                                             | Venezia                                                               | Italia                                                                | 2 – 0                                                                 | Irlanda                                                               | Amichevole                                                            | -                                                                     |                                                                       |
| 6-6-2005                                                              | Preston                                                               | Francia                                                               | 3 – 1                                                                 | Italia                                                                | Euro 2005 - Fase a gironi                                             | -                                                                     |                                                                       |
| 9-6-2005                                                              | Preston                                                               | Italia                                                                | 0 – 4                                                                 | Germania                                                              | Euro 2005 - Fase a gironi                                             | -                                                                     |                                                                       |
| 12-6-2005                                                             | Preston                                                               | Norvegia                                                              | 5 – 3                                                                 | Italia                                                                | Euro 2005 - Fase a gironi                                             | -                                                                     | 90’                                                                   |
| Totale                                                                |                                                                       | Presenze                                                              | 38                                                                    |                                                                       | Reti                                                                  | 10                                                                    |                                                                       |

## Palmarès
- Campionato italiano: 2

Modena: 1997-1998
Bardolino: 2004-2005
- Supercoppa italiana: 2

Bardolino: 2001